# 陳藏器
陳藏器（681年—757年），唐代四明（浙江鄞縣）人。医学家、藥物學家、方劑學家。
生於唐武后垂拱三年（687年），開元年間（713年—741年），曾任京兆府三原縣尉。他認為《神農本草經》遺逸尚多，故搜遺補缺，編撰《本草拾遺》十卷（序例一卷，拾遺六卷，解紛三卷），首創中醫方劑“宣、通、補、洩、輕、重、滑、澀、燥、濕”等“十劑”分類法的第一人，言其“宣可去壅”、“通可去滞”、“补可去弱”、“泄可去闭”、“轻可去实”、“重可去怯”、“滑可去著”、“涩可去脱”、“燥可去湿”、“湿可去枯”，又載“罌粟”可入藥。原書今已佚，內容幸由《證類本草》收錄得以傳世。